# Beate Tober
Beate „Bea“ Tober (* 10. November 1957 in Berlin; † 18. Februar 2022) war eine deutsche Schauspielerin und Synchronsprecherin.

## Leben
Beate Tober kam im Jahr 1957 in Berlin zur Welt. Sie war in zahlreichen Filmen und Serien zu sehen, darunter Der Zauberberg, Victor Wunderbar und Polizeiruf 110: Taxi zur Bank. Bekannt wurde sie auch als Synchronsprecherin. Sie synchronisierte unter anderem Dee-Dee aus der Serie Dexters Labor und Gatchan aus der japanischen Animeserie Dr. Slump.

## Filmografie (Auswahl)
- 1982: Der Zauberberg als Leila Gerngroß
- 1983: Ediths Tagebuch als Helga
- 1986: Victor Wunderbar als Maria
- 1997: Alarm für Cobra 11 – Die Autobahnpolizei als Schwester Inge
- 1995: Polizeiruf 110: Taxi zur Bank als Jüngere Bankangestellte
- 2000: Schloss Einstein als Frau Dr. Knollmann

## Synchronisation
- Sumi Shimamoto in Die kleine Prinzessin Sara als Sara Crewe
- Allison Moore und Kathryn Cressida in Dexters Labor als Dee Dee
- Chie Sawaguchi in Dr. Slump als Gatchan
- Susannah Constantine in Mission: Makeover - by Trinny and Susannah
- Blair Brown in Orange Is the New Black als Judy King
- Melissa Disney in Die Abenteuer von Santa Claus als Gardenia
- Animaniacs als Rita